# Bréau-et-Salagosse
Bréau-et-Salagosse is een plaats en voormalige gemeente in het Franse departement Gard in de regio Occitanie en telt 431 inwoners (2004). De plaats maakt deel uit van het arrondissement Le Vigan.

## Geschiedenis
Bréau-et-Salagosse is op 1 januari 2019 gefuseerd met de gemeente Mars tot de gemeente Bréau-Mars. 

## Geografie
De oppervlakte van Bréau-et-Salagosse bedraagt 24,6 km², de bevolkingsdichtheid is 17,5 inwoners per km².
De onderstaande kaart toont de ligging van Bréau-et-Salagosse met de belangrijkste infrastructuur en aangrenzende gemeenten.

## Demografie
Onderstaande figuur toont het verloop van het inwonertal.